# جاك كليمنت
جاك هندرسون كليمنت (بالإنجليزية: Jack Clement)‏ (5 أبريل 1931 – 8 أغسطس 2013) هو مغني وكاتب أغاني ومنتج تسجيلات أمريكي.

## السيرة

### النشأة
نشأ كليمنت في مدينة ممفيس وتلقى تعليمه فيها، وكان يغني في سن مبكرة،  وأصدر أول تسجيل له على علامة شيراتون ريكوردز في بوسطن، لم يتفرغ للموسيقى ودرس في جامعة ممفيس من عام 1953 إلى 1955. في عام 1956، تم تعيينه كمنتج ومهندس لدى سام فيليبس في شركة صن ريكوردز، حيث سجل أغاني عدة نجوم مثل روي أوربيسون وكارل بيركنز وجوني كاش. كما اكتشف جيري لي لويس عندما كان فيليبس في رحلة إلى فلوريدا.

### المهنة
في عام 1957، ألف كليمنت عدة أغاني ناجحة لجوني كاش مثل "Ballad of a Teenage Queen" عام 1957، "Guess Things Happen That Way" عام 1958، كما أنتج أغنية كاش الشهيرة، «رينغ أوف فاير»، في عام 1963.  غنى كليمنت أغنية "Guess Things Happen That Way" في حفلة تكريم جوني كاش على محطة CMT في نوفمبر 2003.
في عام 1959، قبل كليمنت عرضًا للعمل كمنتج في علامة آر سي أيه فيكتور في ناشفيل. في عام 1961، انتقل إلى مدينة بومونت في تكساس، وانضم إلى المنتج والناشر بيل هول في افتتاح استوديو غولف كوست التسجيلي وشركة هول كليمنت للنشر.  عاد إلى ناشفيل بشكل دائم في عام 1965، وأصبح شخصية مهمة في مجال الكانتري، وأنتج تسجيلات لنجوم مثل تشارلي برايد وراي ستيفنز. في عام 1971، شارك في تأسيس شركة جاي إم آي للنشر.
تم إدخاله في قاعة مشاهير كتاب الأغاني في ناشفيل في عام 1973.  كما أنتج ألبومات تاونز فان زاندت وويلون جينينغز.
شارك كليمنت في عدد قليل من الأفلام كمغني أو مؤلف أغاني في الموسيقى التصويرية. أنتج فيلم الرعب Dear Dead Delilah لعام 1975، وهو آخر فيلم للممثلة أغنيس مورهيد.

### الحياة اللاحقة
في عام 1987، ذهبت فرقة الروك يو تو إلى استوديو صن في ممفيس، وطلبوا من كليمنت أن يسجلوا في الاستوديو، ووافق على ترتيب جلسة لهم. سجل الفريق عدة أغاني، ودخلت في ألبومين هما "Rattle and Hum" وألبوم "Folkways: A Vision Shared" الذي كان تكريما لوودي غاثري وليدبيلي.
في عام 2005، قام روبرت جوردون ومورغان نيفيل بصنع فيلم وثائقي عن كليمنت، بعنوان «شكسبير كان معجبا كبيرا لجورج جونز»، تم تجميعه من مقاطع فيديو منزلية لكليمنت ومقابلات مع زملائه، بما في ذلك جيري لي لويس وبونو.
تم إدخاله إلى قاعة مشاهير الروكابيلي، وقاعة مشاهير موسيقى ممفيس، وممشى مشاهير مدينة الموسيقى.
في 25 يونيو 2011، دمر حريق منزله والاستوديو الخاص به في شارع بلمونت في ناشفيل.
في 10 أبريل 2013، تم الإعلان عن أن كليمنت سيتم إدخاله إلى قاعة مشاهير موسيقى الكانتري.
توفي كليمان في منزله في ناشفيل في 8 أغسطس 2013. وكان قد عانى من سرطان الكبد.

## وصلات خارجية
- الموقع الرسمي
- جاك كليمنت على موقع IMDb (الإنجليزية)
- جاك كليمنت على موقع ميوزك برينز (الإنجليزية)
- جاك كليمنت على موقع قاعدة بيانات برودواي على الإنترنت (الإنجليزية)
- جاك كليمنت على موقع أول ميوزيك (الإنجليزية)
- جاك كليمنت على موقع ديسكوغز (الإنجليزية)
- جاك كليمنت على موقع قاعدة بيانات الفيلم (الإنجليزية)
- Nashvillesongwritersfoundation.com
- Sirius.com
- 3 part video interview with Jack Clement
- Music Row legend's home destroyed in fire
- Cmt.com